# Rivière Kankélaba
 (juin 2025).
La rivière Kankélaba est un affluent de la rivière Bagoé en Afrique de l'Ouest. Il traverse le nord-ouest de la Côte d'Ivoire et le sud du Mali et constitue une partie de la frontière internationale entre les deux États. Au sud du Mali, il se jette dans le fleuve Bagoé.